# نادي طوكيو
نادي طوكيو لكرة القدم (باليابانية: FC東京) نادي كرة قدم ياباني يلعب في القسم الأول من دوري جي. تأسس النادي في العام 1935.

## أهم اللاعبين الذين لعبوا للعين خلال تاريخه
- جادي نورث
- ناثان برنز
- إدوين إيفانيي
- باولو وانشوب
- سانتياغو سالسيدو
- لسعد النويوي

## وصلات خارجية
- (بالإنجليزية) F.C. Tokyo Official Site
- (باليابانية) F.C. Tokyo Official Site